# Núcleos intralaminares del tálamo
Los núcleos intralaminares del tálamo, como su nombre lo indica, constituyen una agrupación de núcleos cerebrales en el aspecto intersticial de las fibras de la lámina medular interna del tálamo cerebral. Esta lámina interna es una línea curva que divide al tálamo en sus tres principales territorios: el territorio anterior, medial y lateral. Está compuesta principalmente de sustancia blanca con grupos de núcleos de cuerpos neuronales que sirven de relevo en su paso por el tálamo.
Tiene implicaciones en la patología que produce la parálisis supranuclear progresiva y la enfermedad de Parkinson.
Los núcleos intralaminares del tálamo suelen dividirse en una porción ventral y otra caudal, cada uno con su secuencia de núcleos de asociación. 
Los núcleos ventrales incluyen:
- núcleo central dorsal
- núcleo central medial
- núcleo central lateral
- núcleo paracentral

Los núcleos caudales de la región intralaminar del tálamo son:
- núcleos centromedianos
- núcleos parafasciculares en la porción más lateral
- núcleos ventrales

## Función
Los núcleos intralaminares comprenden un grupo de núcleos cerebrales, el mayor de ellos es el núcleo centromediano, que juega un papel principal en la estimulación no específica de la corteza cerebral por las fibras del sistema de activación reticular ascendente. También está implicado en la integración de los impulsos motores.
El grupo central recibe sus aferencias intralaminares del cerebelo, el tracto espinotalámico, la formación reticular, así como la corteza premotora y motora. Eferencias parten de los núcleos intralaminares en dirección del cuerpo estriado y la circunvolución del cíngulo. Además, produce conexiones con otros núcleos del tálamo mismo.